# Reggie Williams (giocatore di football americano 1954)
Reginald Williams (Flint, 19 settembre 1954) è un giocatore di football americano statunitense che ha militato nel ruolo di linebacker per tutta la carriera con i Cincinnati Bengals della National Football League (NFL).

## Carriera
Al college Williams giocò a football a Dartmouth, venendo premiato come All-American nel 1975 e inserito per tre anni consecutivi nella formazione ideale della Ivy League. Fu scelto nel corso del terzo giro (82º assoluto) del Draft NFL 1976 dai Cincinnati Bengals, con cui passò tutta la carriera fino al 1989, dopo di che si ritirò a causa degli infortuni. Con essi raggiunse due Super Bowl (il XVI (1981) e il XXIII (1988)), persi entrambi contro i San Francisco 49ers. I suoi 62,5 sack in carriera sono il secondo massimo della storia della sport.
Williams ha ricevuto numerosi premi, incluso l’inserimento nella formazione ideale dei rookie, il Byron "Whizzer" White Award per le sue attività di beneficenza (1985) e il Walter Payton NFL Man of the Year Award (1986). È stato premiato inoltre come Co-sportivo dell’anno nel 1987 da Sports Illustrated.  

## Palmarès

### Franchigia
- American Football Conference Championship: 2

Cincinnati Bengals: 1981, 1988

### Individuale
- PFWA All-Rookie Team – 1976
- Walter Payton NFL Man of the Year Award - 1986
- Formazione ideale del 40º anniversario dei Cincinnati Bengals
- Formazione ideale del 50º anniversario dei Cincinnati Bengals
- College Football Hall of Fame